# Richard Meggot
Richard Meggot (falecido em 7 de dezembro de 1692) foi um cónego de Windsor de 1677 a 1692 e decano de Winchester de 1679 a 1692.

## Carreira
Ele foi educado no Queen's College, Cambridge, onde se formou BA em 1653, MA em 1657 e DD em 1669.
Ele foi nomeado:
- Reitor da Igreja de St Olave, Southwark 1662
- Vigário de Twickenham 1668 – 1687
- Capelão ordinário do rei Carlos II 1672

Ele foi nomeado para a oitava bancada na Capela de São Jorge, Castelo de Windsor, em 1677, e manteve a posição até 1692.